# Théodore Khoury
Pour les articles homonymes, voir Khoury.
Théodore Khoury, né à Derdghaya le mars 1930- et mort le 14 juillet 2023 à Bonn, est un théologien catholique. Il était professeur à l'université de Münster jusqu'en 1993.

## Biographie
Connu pour ses efforts dans le dialogue islamo-chrétien, il a fait l'une des traductions les plus notoires du Coran vers la langue allemande.
Il fut cité par Benoît XVI lors de la controverse de Ratisbonne.
En 2004, il a été témoin d'un miracle de la stigmatisée Myrna Nazzour à Soufanieh.

## Œuvres
- Les théologiens byzantins et l'Islam, Louvain-Paris, 1969.
- Georges de Trébizonde et l'Union islamo-chrétienne, Proche-Orient chrétien, Jérusalem, 1971.
- Manuel Paléologue. Entretiens avec un Musulman, Introduction, texte critique, traduction et nites par Theodore Khoury, Editions du cerf, Paris 1966
- Einführung in die Grundlagen des Islams. Graz, Wien, Köln: Styria 1978  (ISBN 3-222-11126-X)
- Der Islam: sein Glaube, seine Lebensordnung, sein Anspruch. Freiburg im Breisgau; Basel; Wien: Herder 1988 u.ö.  (ISBN 3-451-04167-7)
- (Ed.): Lexikon des Islam: Geschichte, Ideen, Gestalten. 3 Bde., 1. Aufl. 1991  (ISBN 3-451-04036-0); überarbeitete Neuaufl. 1999  (ISBN 3-451-04753-5); CD-ROM 2004  (ISBN 3-89853-447-2)
- (Hg.): Das Ethos der Weltreligionen. Freiburg im Breisgau; Basel; Wien: Herder 1993  (ISBN 3-451-04166-9)
- Christen unterm Halbmond: religiöse Minderheiten unter der Herrschaft des Islam. Freiburg im Breisgau; Basel; Wien: Herder 1994  (ISBN 3-451-22851-3)
- (Ed.): Kleine Bibliothek der Religionen. 10 Bde., Freiburg im Breisgau; Basel; Wien: Herder 1995-2001
- zus. m. Peter Heine und Janbernd Oebbecke: Handbuch Recht und Kultur des Islams in der deutschen Gesellschaft: Probleme im Alltag - Hintergründe - Antworten. Gütersloh: Gütersloher Verl.-Haus 2000  (ISBN 3-579-02663-1)
- Der Islam und die westliche Welt: religiöse und politische Grundfragen. Darmstadt: WBG; Primus 2001  (ISBN 3-89678-437-4)
- Mit Muslimen in Frieden leben: Friedenspotentiale des Islam. Würzburg: Echter 2002  (ISBN 3-429-02455-2)
- (Ed.): Krieg und Gewalt in den Weltreligionen: Fakten und Hintergründe. Freiburg im Breisgau; Basel; Wien: Herder 2003  (ISBN 3-451-28245-3)
- (Übersetzung und Kommentar): Der Koran: arabisch-deutsch. Gütersloh: Kaiser, Gütersloher Verl.-Haus 2004  (ISBN 3-579-05408-2)
- Der Koran: erschlossen und kommentiert von Adel Theodor Khoury. Düsseldorf: Patmos 2005  (ISBN 3-491-72485-6) (Rezension bei H-Soz-u-Kult)
- (Ed.): Die Weltreligionen und die Ethik. Freiburg im Breisgau; Basel; Wien: Herder 2005  (ISBN 3-451-05648-8)
- Sufanieh: eine Botschaft für die Christen in der Welt. Altenberge: Oros 2005  (ISBN 3-89375-212-9)